# Thaumatelsonella kingelepha
Thaumatelsonella kingelepha is een vlokreeftensoort uit de familie van de Stenothoidae. De wetenschappelijke naam van de soort is voor het eerst geldig gepubliceerd in 1991 door Rauschert & Andres.